# Traditionelle Kalendersysteme in Ghana
Viele der Völker im heutigen Ghana besitzen eigene traditionelle Kalendersysteme, die je nach Region mehr oder weniger verbreitet sind und auch heute noch Anwendung finden, sei es in Bezug auf Landwirtschaft, Fischfang oder Aktivitäten im Rahmen einer traditionellen Religionsausübung.

## Kalender der Akan und Guang

### Mondkalender
Wilhelm Johann Müller, welcher in den Jahren 1662 bis 1670 als evangelischer Prediger der Dänischen Afrikanisch-Guineischen Compagnie auf Frederiksborg tätig war, erwähnt in seinem Buch, das die Fetus das Jahr in 8 Monate einteilen und die Monate zählen, indem sie jedes Mal beim Erblicken eines Neumondes einen Knoten in eine Zählschnur machen. Da ein Mondmonat, d. h. eine Mondphase, allerdings exakt 29,5306 Tage lang ist, kann aus acht Monaten weder ein Mondjahr noch ein Sonnenjahr entstehen. Allerdings erwähnt Müller auch, dass besagte Knoten zur Berechnung des Zeitpunktes der allgemeinen Hauptfeierlichkeit verwendet werden, welche alljährlich im September stattfindet.

### Adaduanan-Kalender
Dies ist ein heiliger Kalender, der insbesondere in Asante üblich war und auch heute noch ist. In historischer Zeit scheint er aber auch bei den anderen Akan-Völkern verbreitet gewesen zu sein. Die aschantische Variante des Adaduanan teilt das Jahr in neun Perioden à 40 Tage (Adae). Jede dieser 40-Tage-Perioden wird in sechs Wochen eingeteilt à 6 Tage. Alle diese sechs Tage haben heilige und bewegliche Namen. Zwei spezielle Tage werden als besonders günstig gehalten – dies sind, bezogen auf den europäischen Kalender, der Mittwoch und der Sonntag. Nur an diesen beiden Tagen hört eine Woche auf, bzw. fängt eine neue an. Liegt das Ende einer 40-Tage-Periode dazwischen, wird die Woche bis zum nächstfolgenden Mittwoch oder Sonntag ausgedehnt, so dass zumeist eine 42-Tage-Periode als Adae entsteht.
Im historischen Königreich Fetu der 1660er bestand eine solche Periode aus 44 Tagen, die sich im Rhythmus 19-6-13-6-Tage-Perioden aufteilten. Nur die 19- und die 13-Tagesperiode wurden „glückliche Tage“ oder Adae genannt. Die ersten drei Tage der 19-Tages-Periode hießen gemäß Müller auch A dà je pram pram, was „überaus glückliche Tage“ bedeutet habe. Die jeweiligen 6-Tages-Perioden waren A dà mu, d. h. Unglückstage.
Der Adaduanan war früher auf eine 6-Tage-Woche aufgebaut gewesen, so wie eine solche in einigen Gegenden bei den Nord-Guang bis heute existiert. So kennen zum Beispiel die Nchumburu eine solche 6-Tage-Woche (Nanson), die aus folgenden Tagen besteht und welche folgende Wichtung besitzen:
1. Fo (Gerichtstag; Versammlungstag)
2. Nwuna (Schlaftag; Todestag; Beerdigungstag)
3. Nkyi (Hass-Tag; Zerstörungstag)
4. Kuru (Stadttag; politischer Tag; Königstag)
5. Kwa (freier Tag; unkontrollierter Tag; Tag für Dienste)
6. Mono (Frischer Tag; Tag, um etwas zu beginnen)

Diese 6-Tage-Woche im Adaduanan wurde bei den Nchumburu später ersetzt durch eine 7-Tage-Woche (Nawotwe). Diese setzte sich zusammen aus folgenden Tagen:
1. Dwo (Montag) (Ruhetag, Friedenstag)
2. Bena (Dienstag) (Tag (Geburtstag) des Ozeans, der Wärme und Hitze, des Kochens etc.)
3. Wukuo (Mittwoch) (Tag (Geburtstag) der Spinne)
4. Ya (Donnerstag) (Tag (Geburtstag) der Erde (in manchen Regionen); Tag der Frauen)
5. Afi (Freitag) (Fruchtbarkeitstag, Tag der Erde (in manchen Regionen))
6. Mene (Sonnabend) (Gottestag; Geburtstag des Schöpfergottes; Tag der Ahnen)
7. Kwasi (Sonntag) (Tag des Universums; „Unter-Tag“ (= awiase = unter der Sonne = das Universum))

Aus der Kombination dieser beiden Wochenzyklen, d. h. 6 mal 7 Tage, entsteht bei den Nchumburu ein Adae, d. h. eine 42-Tage-Periode. Die Namen der einzelnen Tage werden dann einfach zusammengesetzt aus dem Namen in der 6-Tage-Woche und dem Namen in der 7-Tage-Woche, zum Beispiel heißt der 30. Tag einer Adae-Periode: Mono-Bena.

### Sternenkalender
Der insbesondere bei den Etsi gebräuchliche Kalender berücksichtigt die Himmelspositionen von sehr markanten Sternen, wie bspw. das Kreuz des Südens, den Polarstern, den Sirius und Kassiopeia. Er wird vor allem von Fischern gebraucht.

### Aborabora-Kalender
Der Aborabora-Kalender war vor allem auf der westlichen Goldküste gebräuchlich und hier insbesondere bei den Asebu (Sabou). Dies ist ein 10-Tage-Kalender, welcher eine vereinfachte Version des 40-Tage-Kalenders (Adaduanan) zu sein scheint. Er hat aber gegenüber demAdaduanan seine eigenen speziellen Eigentümlichkeiten.

## Kalender der Sisala
Bei den Sisala im Nordwesten des heutigen Ghana beginnt ein neues Jahr mit dem Erscheinen eines bestimmten Sternes am nächtlichen Himmel, den sie Nyamkpanse nennen. Ein solches Jahr wird in 12 oder 13 Mondperioden eingeteilt, die in ihrem Zyklus die Zeit für alle wichtigen öffentlichen Aktivitäten, Feierlichkeiten usw. bestimmen.

## Kalender der Tallensi
Die Tallensi in den Nordterritorien des heutigen Ghana besitzen einen Mondkalender, nach dem sich insbesondere der Zeitpunkt ihrer rituellen Feste ausrichtet. Die Monate eines Jahres sind mit den Mondphasen identisch. Jahresende oder -anfang richtet sich jedoch nach der Regenzeit, die in den traditionellen Siedlungsgebieten der Tallensi grob gesehen von April bis September andauert.
Gesellschaftliche und religiöse Aktivitäten, die mit einem Jahreswechsel in Verbindung stehen, sind fast ausschließlich an landwirtschaftliche Gegebenheiten ausgerichtet, die ihrerseits an die Regensaison und die Mondmonate geknüpft sind. So wird im Juli–August zum Beispiel die Früh-Hirse geerntet, während Spät-Hirse und Sorghum weiter stehen bleiben. Diese Ernte findet in einem speziellen Monat, sprich innerhalb einer Mondphase statt. Sowohl bei den Talli als auch bei den Namoo sind einzelne Monate mit speziellen Tabus belegt, die zusätzlich zu den ständig bestehenden Taburegeln hinzukommen.
Der letzte Monat, d. h. die letzte Mondphase der Regenzeit ist der Kuom ngmarig, wörtlich der „Mond des Wassers“. Hier setzt ein zeremonieller Zyklus ein, der bei den Baari seinen Anfang nimmt und dann von hier aus das gesamte Tallensi-Land erfasst. Bei den Baari wird am ersten Tag einer neuen Mondphase, in welcher die Regenzeit enden wird, durch den „Baari Tendana“ die wörtlich „Wirf-weg-das-Wasser“-Zeremonie durchgeführt, d. h. symbolisch werden die Regenfälle des ersten Tages des neuen Monats verworfen. Am fünften Tag des Mondes und den darauffolgenden Tagen wird dann bei den Namoo in Tongo das Gingaung-Festival gefeiert, im Verlaufe dessen man sich bei den Ahnen bedankt für die gute Ernte bei der Frühhirse und für das gutstehende, übrige Getreide (Sorghum und Spät-Hirse). Trotz aller Feierlichkeit ist der „Mond des Wassers“ für die Baari-Talli und die Namoos ein gefährlicher Monat, weil gemäß traditionellen Glaubens in diesem Monat menschliche Leiden erwachsen, die ihre Ursache darin haben, dass die Erz-Sünde begangen worden ist und Blut auf die Erde gelangt ist.
Der darauffolgende Mondmonat ist der „Mond des Daa“. In diesem Monat findet bei den Namoo die Gingaung menga-Phase des Ginggaung-Festivals statt, dessen Höhepunkt in die zweite Woche des Mondes fällt. Im Allgemeinen wird in diesem Monat der Sorghum und die Späthirse geerntet. Hier wird dann sowohl bei den Talli-Clans als auch bei den Namoos das Daa-Festival gefeiert. Wenn der „Mond des Daa“ zu Ende ist, ist auch das Jahr zu Ende und ein neues beginnt. Dann wird überall Neujahr gefeiert.
Die darauffolgende Mondphase ist der „Boyaraam ngmarig“. Hier wird bei den Hügel-Tallis das Boyaraam-Festival gefeiert, welches sich an die gleichnamige rituelle Zeremonie anschließt, die am ersten Tag des Erscheinens des neuen Mondes stattfindet. Das Fest hat aber einen weitaus religiöseren Hintergrund, als das Gingaung und Daa-Fest der Namoos und das Daa der Baari und Gbezug.
Der letzte Mondmonat vor Einsetzen der Regenzeit (Ende April oder Anfang Mai) ist der „Mond des Golib“. Hier findet bei den Hügel-Tallis das Golib-Festival statt, dessen rituelle Zeremonien den Zweck besitzen, eine erfolgreiche Aussaat und Ernte der Früh-Hirse sicherzustellen und den Segen der Fruchtbarkeit im Allgemeinen zu erbitten. Der Monat ist für die Hügel-Tallis mit zahlreichen speziellen Tabus verknüpft.

## Kalender der Togo-Restvölker
Bei den Santrokofi als auch bei den Akpafu, zwei der sog. Togo-Restvölker im Osten des heutigen Ghana, ist ein Kalender gebräuchlich, bei dem sich das Jahr aus 13 Mondmonaten zusammensetzt, die sich jeweils aus 28 bis 30 Tagen zusammensetzen. Ein solcher Mondmonat beginnt jeweils mit dem Erscheinen eines Neumondes. Die einzelnen Monate bestehen dabei aus Wochen à 2 × 3 Tagen, d. h. 4–5 Wochen bilden einen Monat, wobei die letzte Woche in der Regel nicht vollständig ist.
| Tag Nr. | Bezeichnung der Wochentage bei den | Bezeichnung der Wochentage bei den |
| Tag Nr. | Santrokofi                         | Akpafu                             |
| ------- | ---------------------------------- | ---------------------------------- |
| 1       | lepó                               | ikpó                               |
| 2       | lepogálese                         | ikpoedkeató ikpodeakató (?)        |
| 3       | nienké                             | ikpeídjera                         |
| 4       | dikelú                             | ikúlu                              |
| 5       | dikelugálese                       | ikuluedeakató                      |
| 6       | nemeló                             | ikuluídjera                        |

Die Betonung innerhalb eines solchen Wochenzyklus liegt auf 2 × 3, denn der jeweils 1. und 4. Tag sind heilige Tage, die bestimmten Gottheiten gewidmet sind.
Dabei ist der „ikpó“-Tag bei den Akpafu dem „Tukpa“ gewidmet, d. h. dem National- und Friedensgott, der auch verantwortlich ist für die Fruchtbarkeit im landwirtschaftlichen Feldbau. An seinem Tag ist insbesondere das Schießen verboten. Drei Monate nach der Ernte findet diesen Gegenden ein besonderes Fest zu Ehren der Gottheit statt, das etwa alljährlich im März stattfindet und einen vollen Tag lang andauert. Dieser Tag wird bei den Akpafu „Tukpaikpo“ genannt, als Zusammensetzung von „Tukpa“ und „ikpo“.
Bei den Santrokofi ist der „lepó“-Tag den Gottheiten „Jángba“, „Togoté“ und „Toróco“ gewidmet, alle drei sind die Hauptgottheiten bestimmter Familienclans. Ersterer ist vor allem auch bei den benachbarten Likpe ein mächtiger Gott.
Am „ikúlu“-Tag werden bei den Akpafu vier weitere Gottheiten verehrt, die sonst aber nicht allzu wichtig zu sein scheinen, sofern es keine katastrophalen Zustände zu begegnen gilt. Dies sind „Kánedu“, der Wassegott; „Jakpaná“, der Feuergott; „Auwé“, die Luftgottheit und „Tricocó“, die Erdgottheit. Die alljährlich Hauptfestivität für diese vier Götter fällt mit dem „Tukpaikpo“-Tag (s. o.) zusammen.

## Europäischer Einfluss
Im Laufe der Zeit und nicht unwesentlich beeinflusst durch den ständigen Kontakt mit Europäern hat sich vor allem bei den Volksgruppen auf der Küste und im Küstenhinterland eine Kalenderform herausgebildet, welche gemäß dem in Europa gebräuchlichen tropischen Sonnenjahr das Jahr in 12 Monate einteilt. Die markanten Eckpunkte eines solchen Jahres sind allerdings an landwirtschaftlichen Gegebenheiten ausgerichtet. Nach diesem Kalender wird bei den Akan der Zeitpunkt des Beginns von Aussaat und Ernte im Feldbau festgelegt.
Gemäß Cruickshank, welcher die Goldküste der 1830er beschreibt, teilen die Fantis der Goldküste, wahrscheinlich aufgrund des jahrelangen europäischen Einflusses, analog zu diesen in ihrem Landwirtschaftskalender das Jahr in 12 Monate und Wochen ein, die aus jeweils sieben Tagen bestehen. Einer dieser sieben Tage ist, analog zum Sabbath des jüdischen Alten Testaments, Ruhetag.
Im Gegensatz zu den europäischen Gepflogenheiten ist dieser Ruhetag jedoch der Dienstag bei den Fischern an der Küste und der Freitag bei den Feldbauern im Landesinnern. An einem solchen Tag wird generell nicht gearbeitet und sich mit mehr als gewöhnlicher Sorgfalt gekleidet und zudem dem Fetischdienst allerlei Aufmerksamkeit gewidmet. Hinzu kommt, dass eine Privatperson auch demjenigen Wochentage, an welchem er geboren ist (was in der Regel an einem der Vornamen erkennbar ist) besondere Aufmerksamkeit widmet.